# Die großen Spiele
Die großen Spiele ist ein Dokumentarfilm aus dem Jahr 1961 unter der Regie von Romolo Marcellini über die Olympischen Sommerspiele 1960 in Rom. Der Film wurde 1962 für den Oscar in der Kategorie bester Dokumentarfilm nominiert.

## Handlung
Ein Überblick über die Olympische Sommerspiele 1960 vor der prächtigen Kulisse des antiken und modernen Roms. Die wichtigsten Wettkämpfe, die Athleten, die sich in der Maxentius-Basilika, auf der Piazza di Siena, in den Caracalla-Thermen, im Olympiastadion und im Stadio dei Marmi messen: Sportstätten und Monumentalkomplexe, die den Rahmen für ein großes Spektakel bilden.
Die Hauptdarsteller dieses Spektakels sind Athletinnen und Athleten aus der ganzen Welt: von Wilma Rudolph, die als schwarze Gazelle bekannten Sprinterin, bis zum Italiener Livio Berruti, der die 200 Meter flach in Weltrekordzeit gewann; von Nino Benvenuti, der im Ring des Palazzo dello Sport kämpfte, über Donald Bragg, der den Stabhochsprung gewann, bis zum Äthiopier Abebe Bikila, der den Nachtmarathon barfuß und zur allgemeinen Verwunderung gewann.

## Produktionshintergrund
Mit der Produktion des Films wurde das Istituto LUCE vom CONI beauftragt. Die Regie wurde Romolo Marcellini anvertraut, einem auf Kriegsfilme und historische Reenactments spezialisierten Regisseur und Dokumentarfilmer. Die Vorproduktionsphase begann im März 1960 mit der Besichtigung und Untersuchung der verschiedenen Drehorte, um die Kameras auf den verschiedenen Wettkampfplätzen zu positionieren. Außerdem wurden mehrere Probeaufnahmen in Farbe bei künstlichem Licht mit 16- und 35-mm-Ansco-Film (125 Asa) und 35-mm-Eastmancolor-Film gemacht, der nach Überentwicklung diskrete Ergebnisse lieferte und es ermöglichte, die großen Schwierigkeiten zu überwinden, die mit Farbaufnahmen bei Nacht verbunden waren.
An den Dreharbeiten waren insgesamt 303 Personen beteiligt, darunter 35 Kameraleute mit 70 Assistenten und 60 Kameramännern. Die Produktion stellte 40 Kameras, 7 Zeitlupenkameras, Kräne, Rollwagen, verschiedene Kamerawagen und zwei Hubschrauber zur Verfügung.
Inhaltlich orientiert sich Marcellini an Olympia, dem ersten Dokumentarfilm über die Olympischen Spiele (Berlin 1936) unter der Regie von Leni Riefenstahl. Wie in Riefenstahls Film rekonstruierte der italienische Regisseur getreu die Chronik der verschiedenen Ereignisse und Wettkämpfe, die in den verschiedenen Stadien, Schwimmbädern, Plattformen und Pisten, die an verschiedenen Orten der Stadt eingerichtet wurden, stattfanden, auf der Grundlage eines realen Drehbuchs, das am Tag der Eröffnung der Spiele, dem 25. August 1960, mit der Zeremonie der Entzündung des olympischen Feuers beginnt: Das Stadio Olimpico, der Palazzo dello Sport dell’E.U.R, das Velodrom, die Tre Fontane, das piscina delle Rose sowie die Maxentius-Basilika und die Caracalla-Thermen, monumentale Komplexe, die den Spielen als Ergänzung zu den klassischen olympischen Anlagen einen bedeutenderen und ausgeprägteren römischen Charakter verliehen.
Da es nicht möglich war, das gesamte olympische Programm zu filmen, wurden auf der Grundlage des geplanten Drehbuchs, des Wettkampfkalenders und der Anforderungen an die Filmvorführung eine Reihe spektakulärer Ereignisse und Wettbewerbe ausgewählt. Für die Dreharbeiten wurden mehr als 80.000 Meter Negative verwendet, die anschließend in Schwarzweiß ausgedruckt und in Sequenzen sortiert wurden. Von den 80.000 Metern Filmmaterial wurden etwa 12.000 Meter ausgewählt, die dann in Farbe ausgedruckt wurden. Im Schnitt hat Regisseur Marcellini in Zusammenarbeit mit dem Cutter Mario Serandrei den Film von 12.000 auf 4.000 Meter gekürzt, was einer Länge von zweieinhalb Stunden entspricht.
Die Filmmusik wurde von Francesco Lavagnino in Zusammenarbeit mit Armando Trovajoli konzipiert und arrangiert und vom Orchestra Cinematografico Italiano unter der Leitung von Carlo Savina aufgeführt. Nur für das Finale wurde ein nicht-originales Stück verwendet: die Hymne an die Sonne aus der Oper Iris von Pietro Mascagni.
Der Weltvertrieb wurde der Firma Cineriz anvertraut.Die Große Olympiade war weltweit ein großer Erfolg bei Kritik und Publikum. Er erhielt eine Oscar-Nominierung 1962 (in der Kategorie Bester Dokumentarfilm) und den Goldenen Preis auf dem Moskauer Filmfestival 1961.
Der Film wurde später vom Istituto Luce restauriert und 2010 auch auf DVD veröffentlicht.